# Delta, Salonic
Delta (în greacă Δέλτα, transliterat: Delta) este o comună (demă) din unitatea regională Salonic⁠(d), regiunea Macedonia Centrală, Grecia. Comuna Delta se întinde pe o suprafață de 311,09 km2 și are, conform recensământului din 2011⁠(d), o populație permanentă de 45.839 locuitori. Sediul municipalității este suburbia Sindos⁠(d), unde se află Zona Industrială a Salonicului și Universitatea Internațională Elenă⁠(d).

## Istoric
Comuna Delta a fost formată în urma reformei administrației locale din 2011, prin fuziunea a trei foste comune, care au devenit unități municipale:
- Axios⁠(d)
- Chalastra⁠(d)
- Echedoros⁠(d)

Numele său provine de la delta (gura de vărsare a) râului Vardar (în greacă Αξιός, transliterat: Axios), care se află pe teritoriul acestei comune. Între anii 1929–1936, în zonă au fost întreprinse ample lucrări hidrotehnice care au condus la desecarea mlaștinilor și deplasarea spre vest a albiei râului Axios, împreună cu delta sa, în poziția lor actuală. Parcul Național Delta râului Axios este integrat din 1971 în Convenția Ramsar și a fost declarat Sit NATURA 2000 de Importanță Comunitară în 2006 (Arie Specială de Conservare - SAC, din 2011).

## Galerie

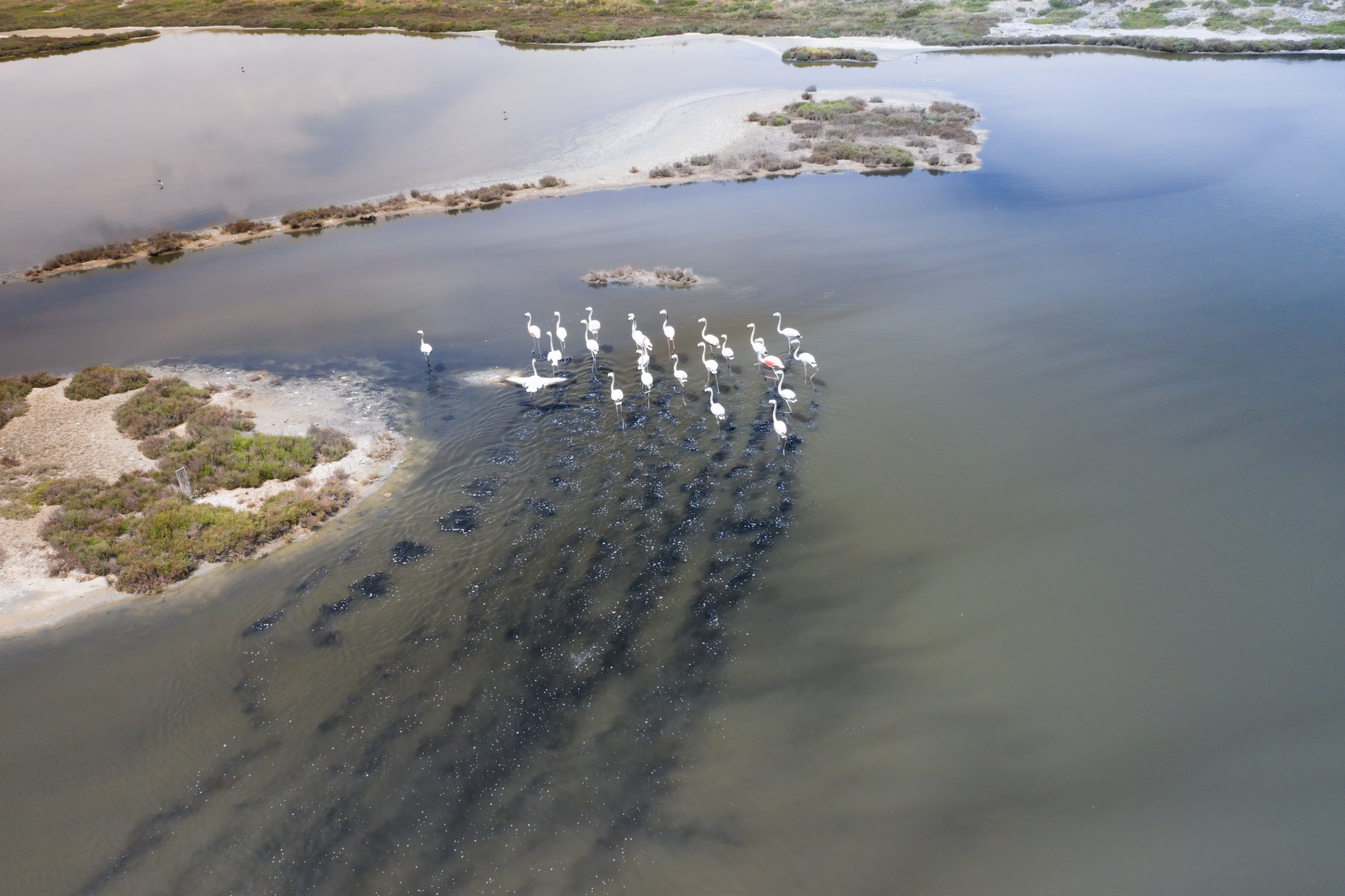
Delta râului Axios (Vardar)
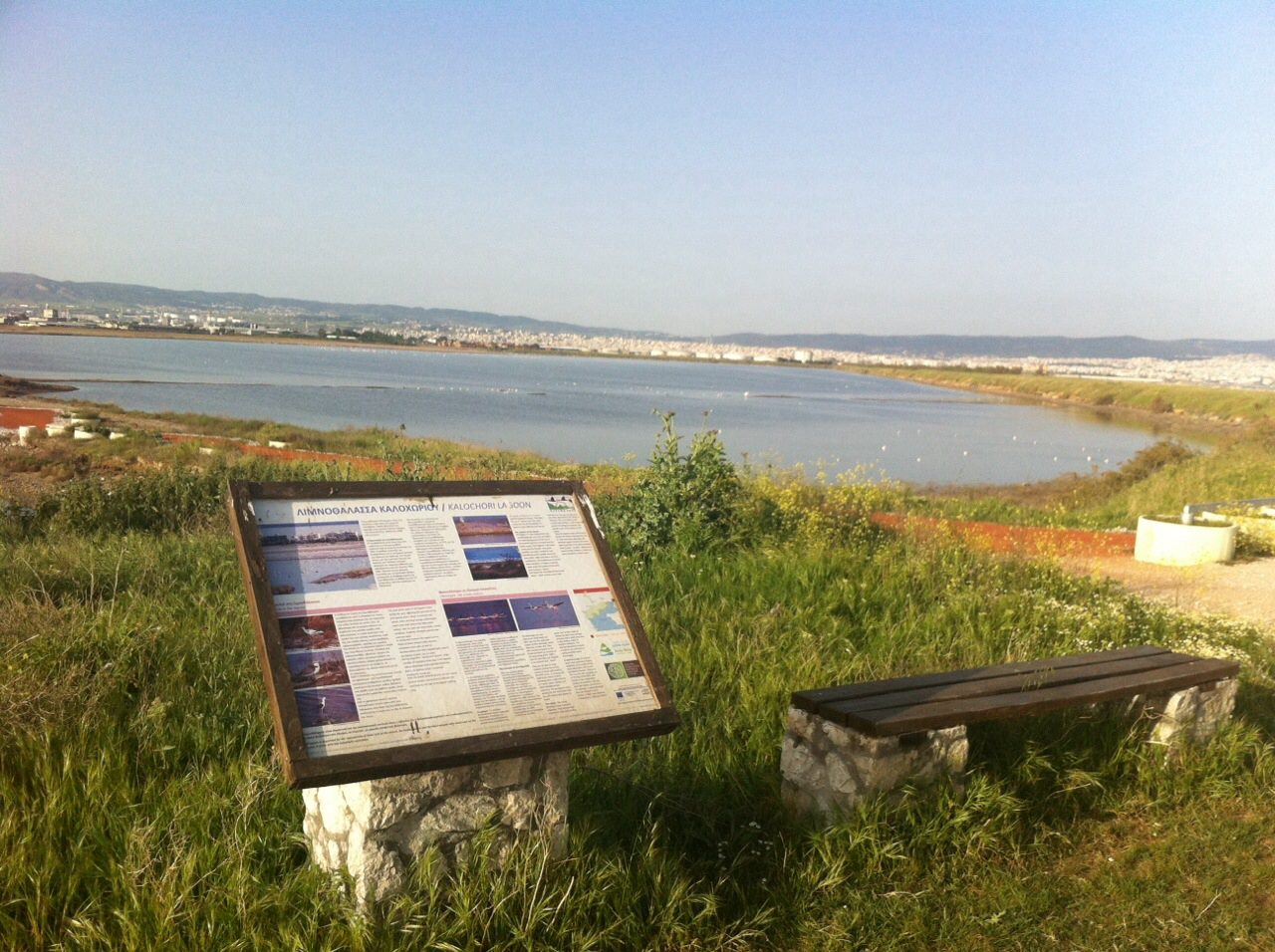
Vedere asupra lagunei Kalochori, care face parte din Parcul Național „Delta râului Axios”
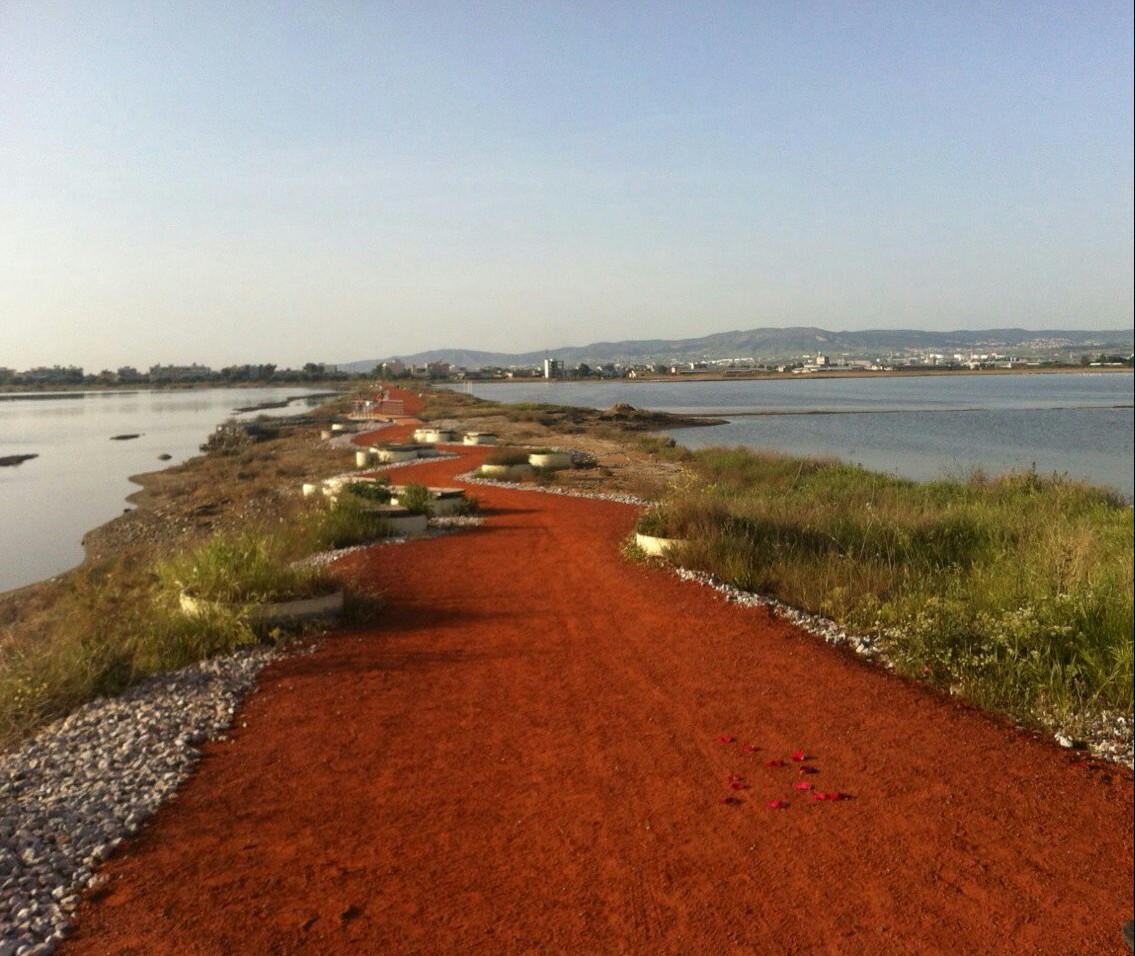
Potecă prin laguna Kalochori, cu orașul Salonic în fundal.
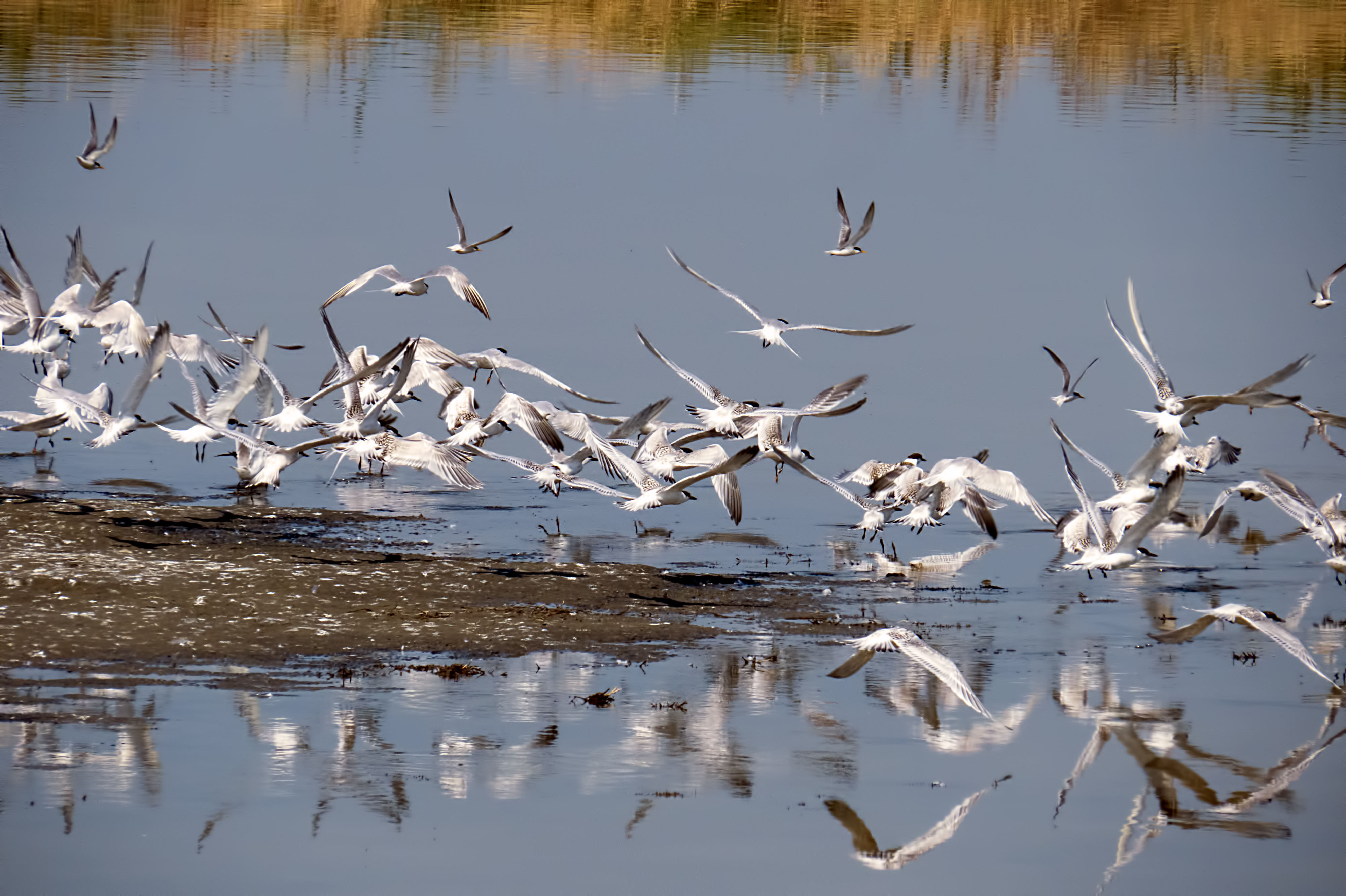
Păsări în delta râului Axios
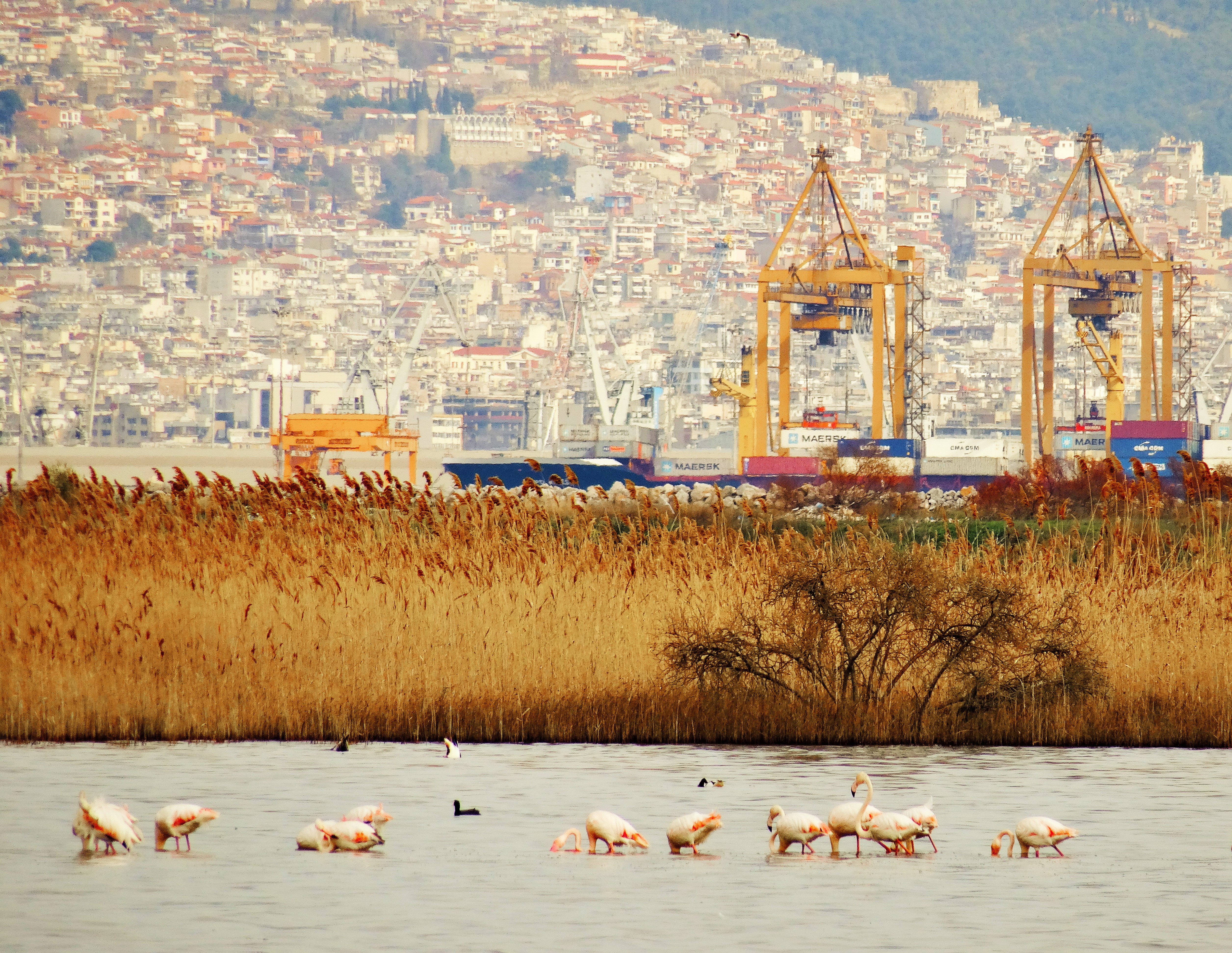
Păsări flamingo în delta râului Axios
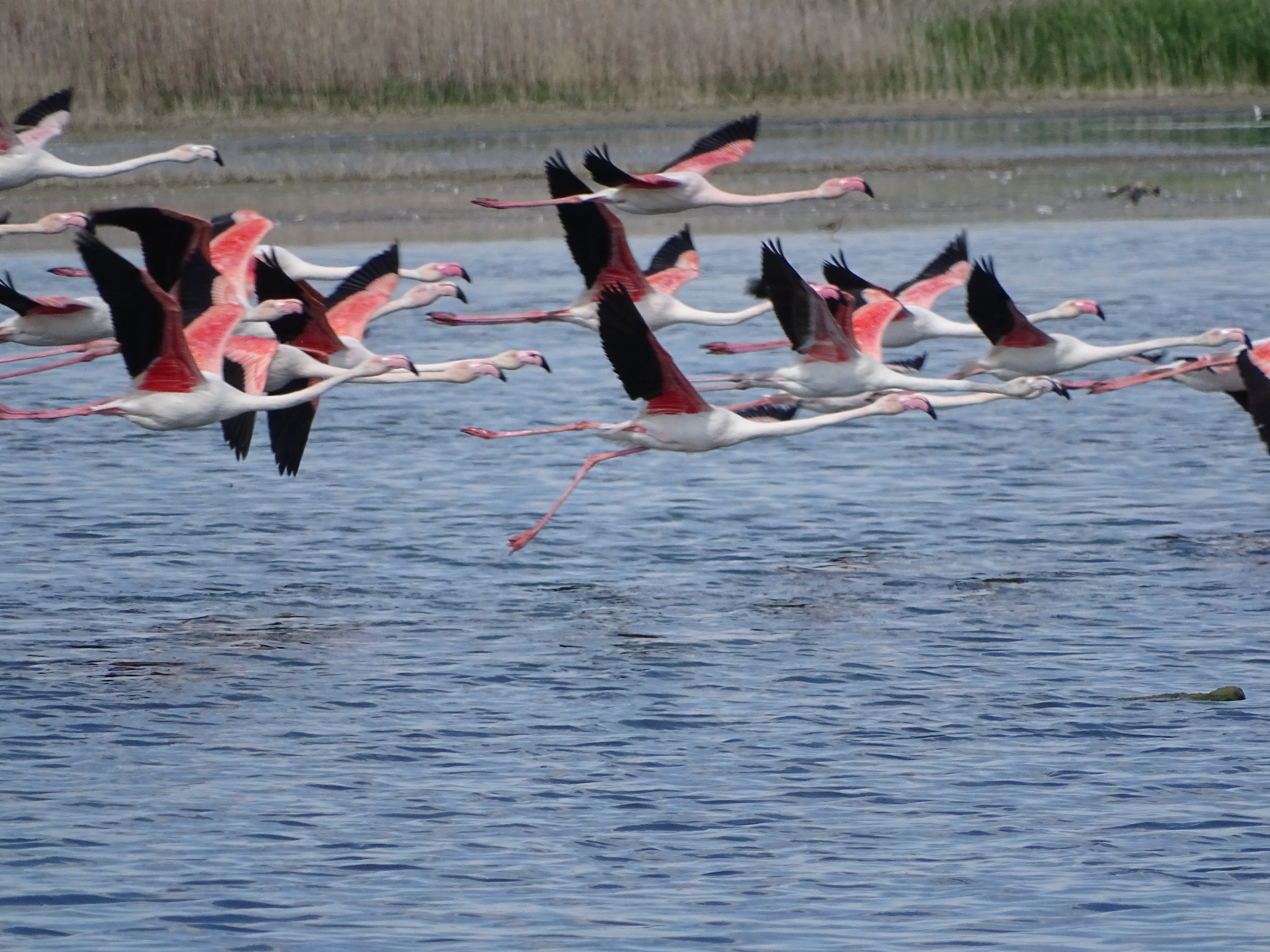
Păsări flamingo în delta râului Axios
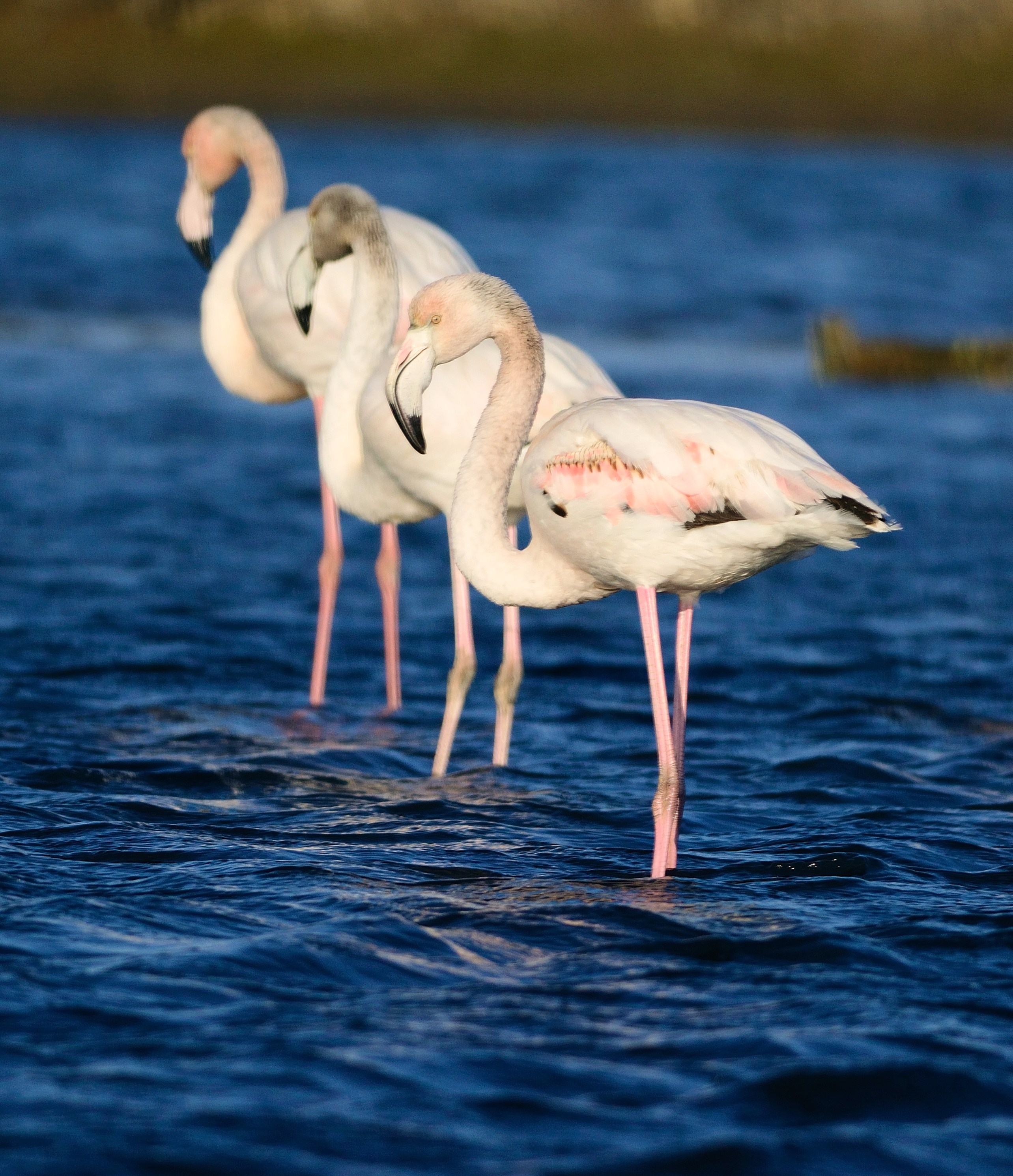
Păsări flamingo în delta râului Axios
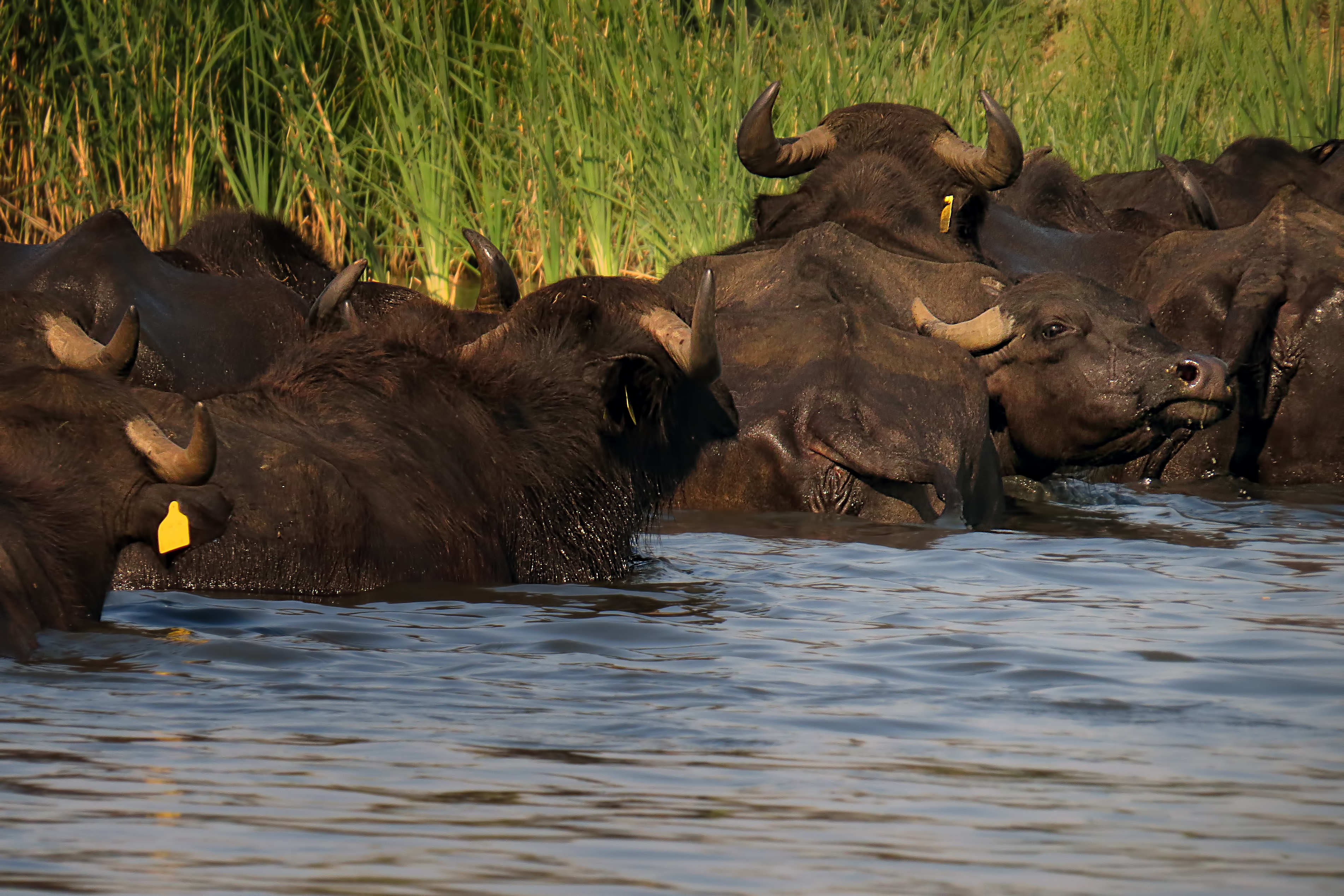
Bivoli de apă în delta râului Axios
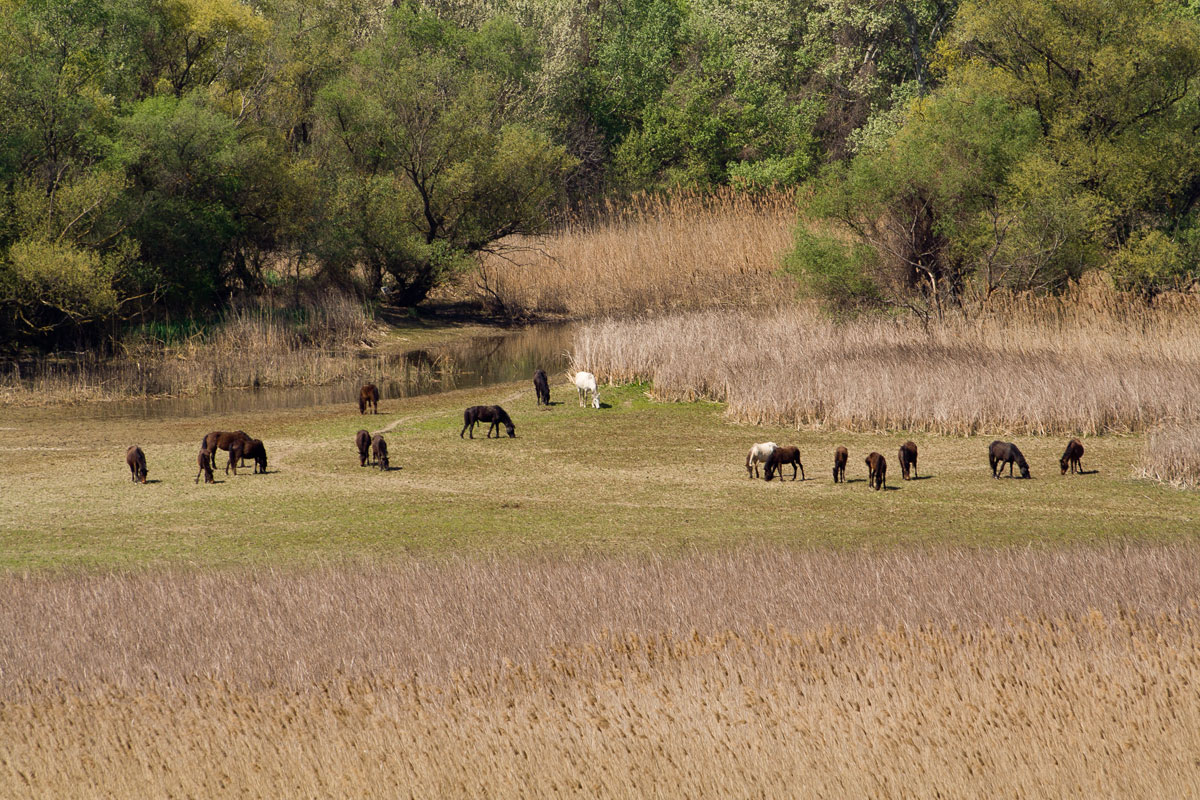
Cai sălbatici în delta râului Axios
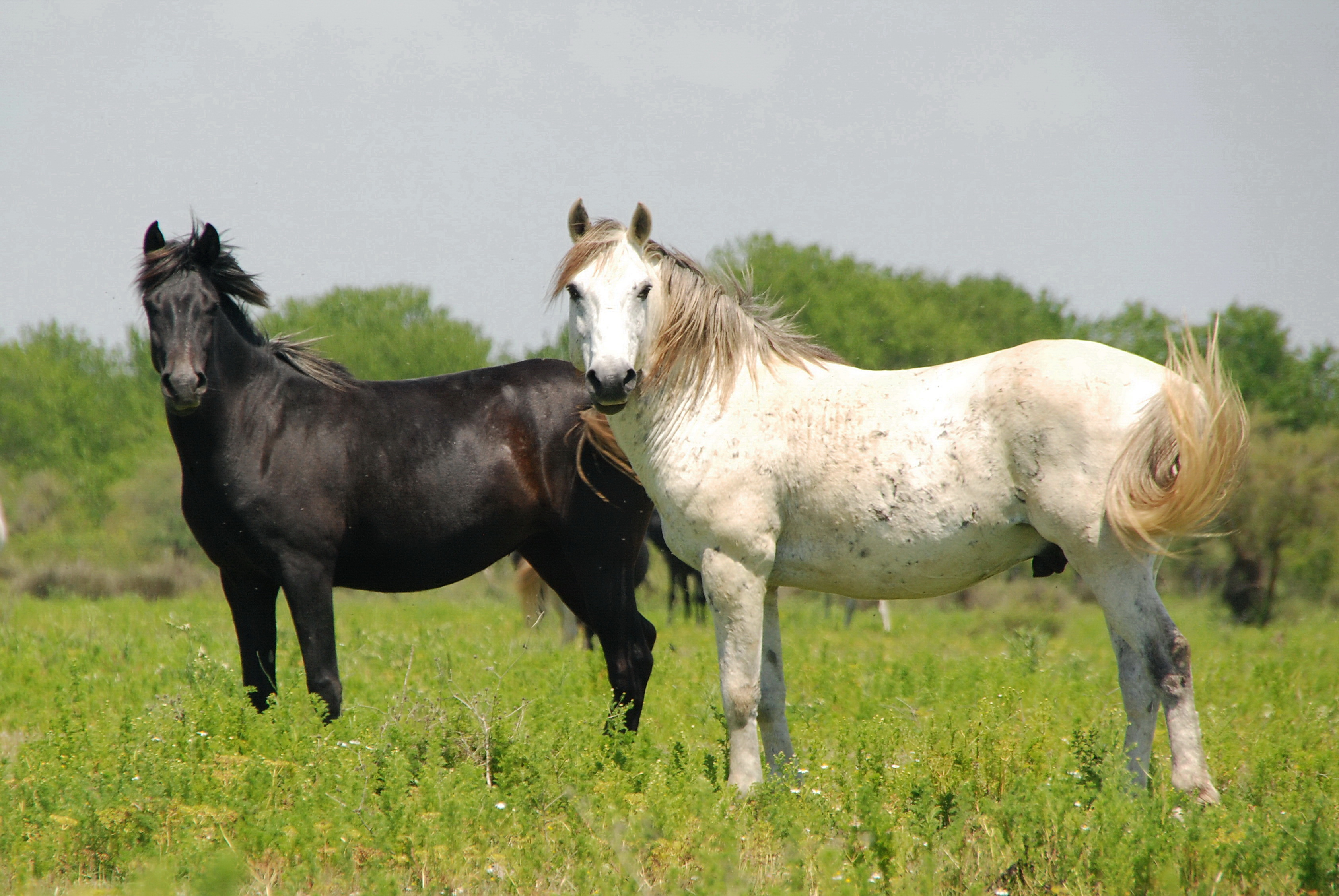
Cai sălbatici în delta râului Axios